# 穿刺左式螺
穿刺左式螺（学名：Leamodonda punctatostriata），是原始有肺目耳螺科Leamodonda属的一种。主要分布于中国大陆，常栖息在潮间带。